# Dallas Green
Dallas Green (St. Catharines, Ontario, 29 de septiembre de 1980) es un músico canadiense, también conocido por City and Colour. Es conocido por ser el vocalista, guitarrista y compositor de Alexisonfire, banda de post-hardcore de reconocido prestigio.
En 2005, Green debutó con su primer álbum de larga duración, titulado Sometimes, que logró la certificación de platino en 2006. City and Colour comenzó a actuar en pequeños locales íntimos mientras Alexisonfire se disuelve en el panorama musical, lo que permite a Green dedicarse a su faceta más folk e intimista.